# Pamandzi
Pamandzi es una comuna francesa francesa situada en el departamento y la región de Mayotte. 
El gentilicio en francés de sus habitantes es pamandziens.

## Geografía
La comuna se halla situada en el sur de la isla de Pamanzi  y está formada por la villa de Pamandzi.

### Clima
| Parámetros climáticos promedio de Pamandzi (1981–2010) | Parámetros climáticos promedio de Pamandzi (1981–2010) | Parámetros climáticos promedio de Pamandzi (1981–2010) | Parámetros climáticos promedio de Pamandzi (1981–2010) | Parámetros climáticos promedio de Pamandzi (1981–2010) | Parámetros climáticos promedio de Pamandzi (1981–2010) | Parámetros climáticos promedio de Pamandzi (1981–2010) | Parámetros climáticos promedio de Pamandzi (1981–2010) | Parámetros climáticos promedio de Pamandzi (1981–2010) | Parámetros climáticos promedio de Pamandzi (1981–2010) | Parámetros climáticos promedio de Pamandzi (1981–2010) | Parámetros climáticos promedio de Pamandzi (1981–2010) | Parámetros climáticos promedio de Pamandzi (1981–2010) | Parámetros climáticos promedio de Pamandzi (1981–2010) |
| Mes                                                    | Ene.                                                   | Feb.                                                   | Mar.                                                   | Abr.                                                   | May.                                                   | Jun.                                                   | Jul.                                                   | Ago.                                                   | Sep.                                                   | Oct.                                                   | Nov.                                                   | Dic.                                                   | Anual                                                  |
| ------------------------------------------------------ | ------------------------------------------------------ | ------------------------------------------------------ | ------------------------------------------------------ | ------------------------------------------------------ | ------------------------------------------------------ | ------------------------------------------------------ | ------------------------------------------------------ | ------------------------------------------------------ | ------------------------------------------------------ | ------------------------------------------------------ | ------------------------------------------------------ | ------------------------------------------------------ | ------------------------------------------------------ |
| Temp. máx. abs. (°C)                                   | 35.0                                                   | 33.6                                                   | 33.6                                                   | 33.9                                                   | 33.3                                                   | 31.6                                                   | 30.4                                                   | 31.0                                                   | 32.1                                                   | 33.4                                                   | 34.1                                                   | 33.9                                                   | 35.0                                                   |
| Temp. máx. media (°C)                                  | 30.5                                                   | 30.7                                                   | 30.8                                                   | 30.7                                                   | 29.8                                                   | 28.5                                                   | 27.7                                                   | 27.8                                                   | 28.4                                                   | 29.4                                                   | 30.1                                                   | 30.6                                                   | 29.6                                                   |
| Temp. media (°C)                                       | 27.7                                                   | 27.8                                                   | 27.9                                                   | 27.8                                                   | 27.1                                                   | 25.8                                                   | 24.7                                                   | 24.3                                                   | 24.9                                                   | 26.1                                                   | 27.2                                                   | 27.7                                                   | 26.6                                                   |
| Temp. mín. media (°C)                                  | 24.8                                                   | 25.0                                                   | 25.0                                                   | 24.9                                                   | 24.4                                                   | 23.0                                                   | 21.8                                                   | 20.9                                                   | 21.4                                                   | 22.9                                                   | 24.2                                                   | 24.8                                                   | 23.6                                                   |
| Temp. mín. abs. (°C)                                   | 19.5                                                   | 21.3                                                   | 21.1                                                   | 21.0                                                   | 16.9                                                   | 16.3                                                   | 15.3                                                   | 15.8                                                   | 16.6                                                   | 17.2                                                   | 18.4                                                   | 18.0                                                   | 15.3                                                   |
| Precipitación total (mm)                               | 269.8                                                  | 229.8                                                  | 207.2                                                  | 101.2                                                  | 31.3                                                   | 19.7                                                   | 10.6                                                   | 12.0                                                   | 20.4                                                   | 57.8                                                   | 83.4                                                   | 182.9                                                  | 1226.1                                                 |
| Días de precipitaciones (≥ 1 mm)                       | 14.8                                                   | 13.3                                                   | 12.7                                                   | 7.5                                                    | 4.0                                                    | 3.0                                                    | 1.8                                                    | 2.5                                                    | 3.1                                                    | 5.3                                                    | 6.7                                                    | 11.4                                                   | 86.1                                                   |
| Horas de sol                                           | 183.3                                                  | 174.0                                                  | 203.5                                                  | 232.7                                                  | 249.3                                                  | 236.3                                                  | 237.1                                                  | 254.7                                                  | 246.1                                                  | 251.2                                                  | 219.2                                                  | 207.5                                                  | 2694.9                                                 |
| Fuente: Météo-France                                   |                                                        |                                                        |                                                        |                                                        |                                                        |                                                        |                                                        |                                                        |                                                        |                                                        |                                                        |                                                        |                                                        |

## Demografía
| Gráfica de evolución demográfica de Pamandzi entre 1985 y 2017 |
|                                                                |

Fuente: Insee